# Oxelösund község
Oxelösund község (svédül: Oxelösunds kommun) Svédország 290 községének egyike. Södermanland megyében található, székhelye Oxelösund.
A mai község 1971-ben jött létre.

## Települések
A község települései:
| Település | Népesség | Megjegyzés         |
| --------- | -------- | ------------------ |
| Oxelösund | 10843    | a község székhelye |